# Овчарово (Тырговиштская область)
Овчарово (болг. Овчарово) — село в Болгарии. Находится в Тырговиштской области, входит в общину Тырговиште. Население составляет 641 человек (2022).

## Политическая ситуация
В местном кметстве Овчарово, в состав которого входит Овчарово, должность кмета (старосты) исполняет Себахатин Насуфов Зюлкярниев (Движение за права и свободы (ДПС)) по результатам выборов правления кметства.
Кмет (мэр) общины Тырговиште — Красимир Митев Мирев (инициативный комитет) по результатам выборов в правление общины.